# Château d'Ambérieux-en-Dombes
Le château d'Ambérieux-en-Dombes est un ancien château fort, fondé au XIIe siècle par les sires de Villars, et reconstruit au XIVe siècle, qui se dresse sur le territoire de la commune française d'Ambérieux-en-Dombes, dans le département de l'Ain, en région Auvergne-Rhône-Alpes.
Le château fut le centre de la seigneurie d'Ambérieux et le chef-lieu d'une châtellenie de la principauté de Dombes.
L'ancien château est partiellement protégé aux monuments historiques.

## Localisation
Les vestiges du château d'Ambérieux-en-Dombes sont situés dans le département français de l'Ain sur la commune d'Ambérieux-en-Dombes au centre et à proximité immédiate de l'église du bourg.

## Historique
La tradition veut que le château d'Ambérieux ait été une des résidences favorites des premiers rois burgondes et peut-être la place d'un palais de Gondebaud.
Le château est fondé au XIIe siècle par les sires de Villars et passe, comme toutes leurs terres, à la famille de Thoire-Villars.
Le château actuel est bâti entre 1370 et 1376 (étude dendrochronologique), sous Humbert V de Thoire-Villars. Il est pris en 1408 par Amé de Viry, et repris peu de temps après par Jean de Châteaumorand, qui passa au fil de l'épée la garnison savoyarde.
En 1424, la seigneurie démembrée de la sirerie de Villars entre avec toutes ses dépendances dans la composition de la Dombes.
En 1455, Antoine de Gletins, écuyer, seigneur de Jarniost, en est le capitaine-châtelain,.
Le 10 mai 1460, le château qui a été restauré entre-temps, résiste à un assaut combiné des garnisons de Pérouges, Miribel et Montluel.
La terre d'Ambérieux échoit entre les mains des ducs de Bourbon. Après la fuite du connétable de Bourbon, François Ier la remet en 1524 à François de la Forêt, seigneur de Rians et la vend en 1537 à Thomas de Gadagne, seigneur de Bouthéon. En 1558, elle est la possession de Laurent Capon, trésorier florentin. Ce dernier la vend à Mre Benoît Charreton et à Mre Claude Colay. Henri de Bourbon-Montpensier la retire des mains des engagistes et la vend à Martin et à Jean de Covet, seigneurs de Montribloud en 1597 ; vente résiliée peu de temps après.
En 1743, Louis Auguste de Bourbon, duc du Maine, aliène les terres avec toute la justice et les droits honorifiques à la famille de Damas d'Antigny qui en jouissait encore lors de la convocation des États-Généraux.
Au XIXe siècle, l’église est construite au centre du château à la place de la chapelle romane dont elle reprend certaines pierres. Avec la construction de l'église, certains remparts sont détruits. Enfin la tour circulaire est intégré au presbytère.

## Description

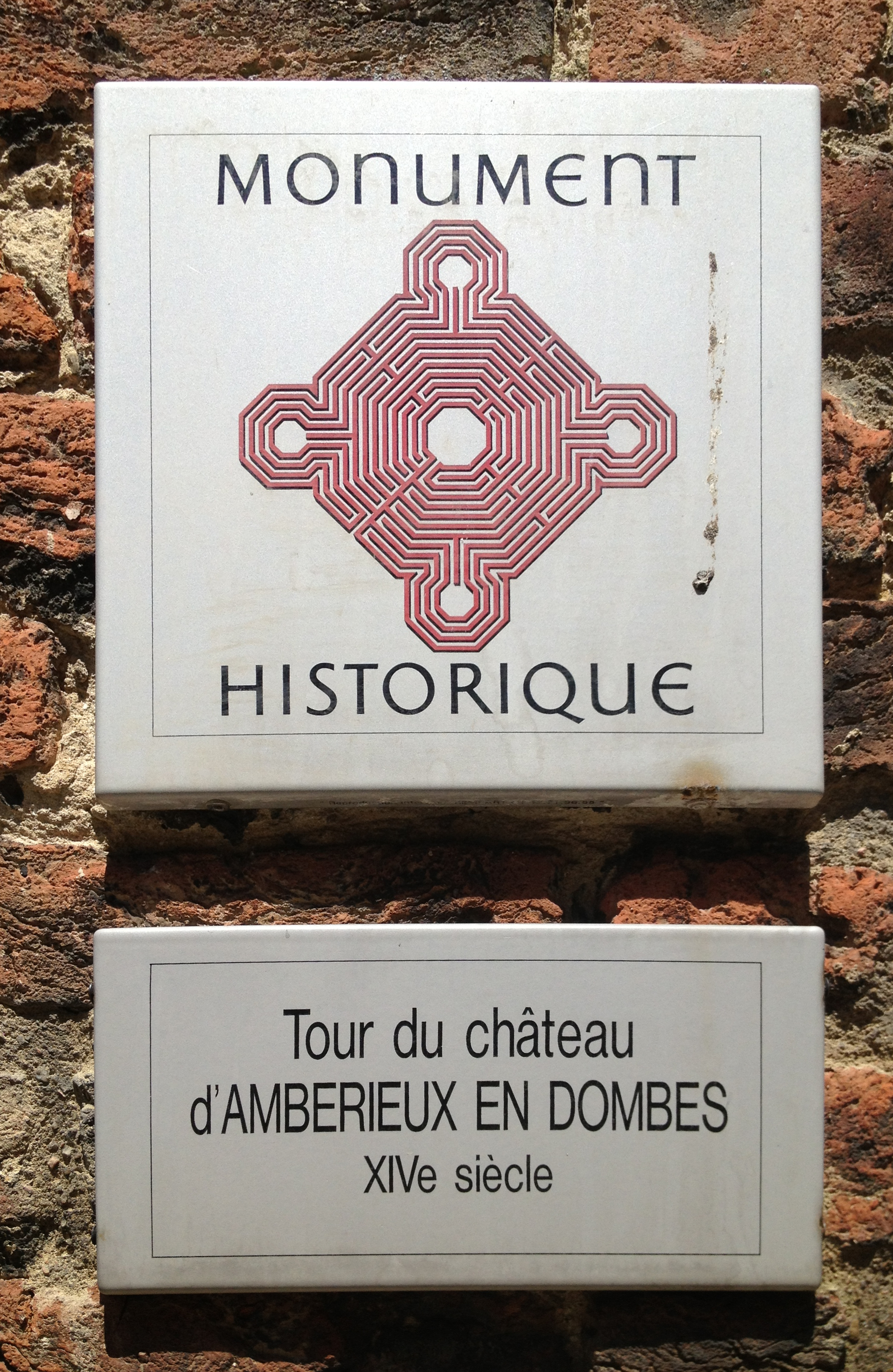
Plaque Monument historique apposée sur le donjon.

Les ruines du château comportent trois tours, un donjon carré et les restes d'une chapelle. Parmi les trois tours, deux sont à base carrée et la dernière à base circulaire de faible diamètre, servait de prison.
Le château a été construit avec des carrons. En effet, comme il n’y avait pas de carrières de pierre dans la région, on a utilisé d'autres matériaux. On crée des carrons avec de l’argile et de la glaise. Pour faire cela on fait un moule au printemps que l’on fait sécher jusqu’à l’automne pour après les passer au four. Les carrons les plus proches du feu sont noirs alors que les plus loin sont plus rosés, d’où la nuance de couleur sur les bâtiments.
Les murs sont en fait un mur intérieur et un mur extérieur faits en carrons et espacés d'un mètre. L'espacement est fourré de chaux et de galets.
Le donjon, carré roman, mesure 19 mètres de hauteur, daterait du XIIe siècle. De l'enceinte des XIVe et XVe siècles, il subsiste surtout une tour ronde et des débris de logis qui ont été réemployés. Le château a fait l'objet d'une complète restauration avec la pose d'un nouveau toit en 2010.

## Protection aux monuments historiques
Au titre des monuments historiques :
- les trois tours du château sont classées par arrêté du 21 juin 1905 ;
- la tour carrée sud-est et sa parcelle d'assise, les courtines subsistantes et la parcelle d'assise à l'exclusion de l'église et des bâtiments modernes, ainsi que la montée Claude Donis le tout sis au Bourg, rue Gombette sont inscrits par arrêté du 24 juillet 2019.